# Sankie Maimo
Sankie Maimo, né en 1930 à Kumbo (Cameroun britannique) et mort le 4 septembre 2013 dans la région du Nord-Ouest du Cameroun, est un écrivain camerounais,. Il déménage à Ibadan au Nigeria, où il vit de1949 à 1966, et travaille comme enseignant de mathématiques et d'anglais. Il y fonde la revue Cameroon Voice en 1955. Il écrit ensuite une pièce de théâtre intitulée I Am Vindicated, et un livre pour enfants intitulé Adventuring with Jaja. Ses travaux prônent l'adoption des valeurs européennes comme moyen d'amener l'Afrique dans le reste du monde.
Il est né en 1930, et est décédé le 4 septembre 2013 à l'hôpital Elizabeth Hospital Shisong dans la région du Nord-Ouest du Cameroun,,.

## Distinctions
- Sankie Maimo a reçu le Grand prix de la mémoire du GPLA 2014[6].